# Jean-Paul Cluzel
Jean-Paul Cluzel (sinh ngày 29 tháng 1 năm 1947) là một quan chức chính trị và chính khách Pháp. Trong số các vị trí khác, ông đã từng là tổng thanh tra Tài chính, giám đốc của Opera Paris, và CEO của Radio France Internationale và Radio France. Ông hiện là chủ tịch của tổ chức phụ trách chính quyền của Grand Palais và chủ tịch của "Réunion des musées nationalaux", một thực thể quản lý 34 bảo tàng quốc gia thuộc thẩm quyền của Bộ Văn hóa Pháp. Ông cũng là người đồng tính công khai, ủng hộ quyền LGBT và hỗ trợ các chiến dịch liên quan đến AIDS.

## Tuổi thơ
Cluzel sinh ngày 29 tháng 1 năm 1947 và sống ở Le Kremlin-Bicêtre, ngoại ô Paris, Pháp, cho đến khi ông 14. Cha mẹ ông làm việc trong một cửa hàng phần cứng. Ông đã học tại École nationale d'administration từ năm 1970 đến năm 1972, Institut d'Études Politiques de Paris, Đại học Panthéon-Assas, và Đại học Chicago, nơi ông nhận bằng thạc sĩ nghệ thuật.